# Велика Венья
Велика Ве́нья (рос. Большая Венья) — присілок в Зав'яловському районі Удмуртії, Росія.
Знаходиться на північний схід від присілка Совхозний. Через присілок проходить траса Єлабуга-Іжевськ та залізниця Агриз-Іжевськ.

## Населення
Населення — 696 осіб (2012; 596 в 2010).
Національний склад станом на 2002 рік:
- удмурти — 92 %

## Історія
Присілок Венья вперше згадується в Ландратському переписі 1716 року, воно відносилося до сотні Пронки Янмурзина Арської дороги. При утворенні Вятської губернії, присілок входить до її складу в межах Сарапульського повіту і через деякий час стає центром Старовеньїнської волості. За даними 10-ї ревізії в 1859 році присілок мало 46 дворів, у яких проживало 349 осіб, працювали млин та кузня. В 1920 році волость включається до складу новоутвореного Іжевського повіту Вотської АО, перейменовується в Совєтську, а її центр переноситься до присілка Лудорвай. Стара Венья входить до складу Юськинської сільради, але вже в 1925 році переходить до Лудорвайської сільради. В 1960 році Лудорвайська сільрада приєднується до Юськинської.

## Урбаноніми[5]
- вулиці — 1-а Нагірна, 2-а Нагірна, 3-я Нагірна, Берегова, Дачна, Зарічна, Інтернаціональна, Коротка, Механізаторська, Молодіжна, Нова, Польова, Садова, Трактова
- провулки — Короткий